# Valdajsøen
Valdajsøen (russisk: Валдайское озеро, tr. Valdajskoje ozero) er en sø midt i Valdajhøjderne i Novgorod oblast i Rusland. Søen har et areal på 19,7 km² uden øer. Søen er i gennemsnit 12 meter dyb og på det dybeste ca. 60 meter. Den fryser til tidlig i december og er isdækket til tidlig i maj. Byen Valdaj ligger ved bredden af søen. På en af øerne i søen ligger Iverskij kloster.